# 瑞江
瑞江（みずえ）は、東京都江戸川区の町名。住居表示実施済み。現行行政地名は瑞江一丁目から四丁目。

## 地理
江戸川区南東部に位置する。北で谷河内一丁目、東で谷河内二丁目および南篠崎町町三・四丁目、南は東瑞江一丁目および西瑞江二丁目、西は春江町二・三丁目と接する。町域の北辺を国道14号で画し、町域内を首都高速道路の高架橋が走る。

### 地価
住宅地の地価は、2025年（令和7年）1月1日の公示地価によれば、瑞江1-53-3の地点で45万5000円/m2となっている。

## 歴史
「瑞江」の地名は、戦前の1913年（大正2年）から1932年（昭和7年）まで存在した東京府の瑞江村に由来する。この村名は、瑞穂村と一之江村が合併した際に生まれた合成地名である。
東瑞江および西瑞江は東京市時代の1938年（昭和13年）に既に成立していた町名であるが、瑞江は歴史の新しい町名である。一丁目（1 - 27番街区）の成立は1988年（昭和63年）、二丁目（1 - 32番街区）の成立は1994年（平成6年）であり、2004年（平成16年）に一・二丁目の残りの区域と三丁目が成立し、現在の町域となった。住居表示実施前の町名は西瑞江一・二丁目および下鎌田町である。区画整理の進行により、2014年（平成26年）11月4日に西瑞江二丁目北部から瑞江四丁目が成立した。
1970年、四丁目のアルミニウム加工工場から排出される亜硫酸ガス、窒素酸化物などにより地域住民の健康被害が深刻化。同年11月9日、東京都公害局が東京都公害防止条例違反の疑いで工場に立ち入り調査に入る。

## 世帯数と人口
2025年（令和7年）1月1日現在（江戸川区発表）の世帯数と人口は以下の通りである。
| 丁目       | 世帯数    | 人口     |
| ---------- | --------- | -------- |
| 瑞江一丁目 | 1,896世帯 | 3,699人  |
| 瑞江二丁目 | 1,964世帯 | 3,672人  |
| 瑞江三丁目 | 899世帯   | 1,797人  |
| 瑞江四丁目 | 973世帯   | 1,894人  |
| 計         | 5,732世帯 | 11,062人 |

### 人口の変遷
国勢調査による人口の推移。
| 年                 | 人口   |
| ------------------ | ------ |
| 1995年（平成7年）  | 3,091  |
| 2000年（平成12年） | 3,611  |
| 2005年（平成17年） | 7,447  |
| 2010年（平成22年） | 8,551  |
| 2015年（平成27年） | 10,483 |
| 2020年（令和2年）  | 10,976 |

### 世帯数の変遷
国勢調査による世帯数の推移。
| 年                 | 世帯数 |
| ------------------ | ------ |
| 1995年（平成7年）  | 1,410  |
| 2000年（平成12年） | 1,608  |
| 2005年（平成17年） | 3,338  |
| 2010年（平成22年） | 3,969  |
| 2015年（平成27年） | 4,874  |
| 2020年（令和2年）  | 5,289  |

## 学区
区立小・中学校に通う場合、学区は以下の通りとなる（令和5年度より）。なお、江戸川区では学校選択制度を導入しており、区内全域から選択することが可能。。
| 丁目       | 番地                                       | 小学校                 | 中学校                   |
| ---------- | ------------------------------------------ | ---------------------- | ------------------------ |
| 瑞江一丁目 | 全域                                       | 江戸川区立春江小学校   | 江戸川区立春江中学校     |
| 瑞江二丁目 | 1〜23番 28〜47番                           | 江戸川区立下鎌田小学校 | 江戸川区立瑞江第二中学校 |
| 瑞江二丁目 | 27番1〜6号 27番10号 （いずれも旧下鎌田町） | 江戸川区立下鎌田小学校 | 江戸川区立瑞江第二中学校 |
| 瑞江二丁目 | 24〜26番                                   | 江戸川区立南篠崎小学校 | 江戸川区立瑞江第三中学校 |
| 瑞江二丁目 | 27番7〜9号 （旧南篠崎町3）                 | 江戸川区立南篠崎小学校 | 江戸川区立瑞江第三中学校 |
| 瑞江三丁目 | 11〜15番 36〜41番                          | 江戸川区立春江小学校   | 江戸川区立春江中学校     |
| 瑞江三丁目 | 1〜10番 6〜35番                            | 江戸川区立下鎌田小学校 | 江戸川区立瑞江第二中学校 |
| 瑞江四丁目 | 全域                                       | 江戸川区立下鎌田小学校 | 江戸川区立瑞江第二中学校 |

## 事業所
2021年（令和3年）現在の経済センサス調査による事業所数と従業員数は以下の通りである。
| 丁目       | 事業所数  | 従業員数 |
| ---------- | --------- | -------- |
| 瑞江一丁目 | 110事業所 | 875人    |
| 瑞江二丁目 | 218事業所 | 2,632人  |
| 瑞江三丁目 | 49事業所  | 374人    |
| 瑞江四丁目 | 82事業所  | 1,023人  |
| 計         | 459事業所 | 4,904人  |

### 事業者数の変遷
経済センサスによる事業所数の推移。
| 年                 | 事業者数 |
| ------------------ | -------- |
| 2016年（平成28年） | 407      |
| 2021年（令和3年）  | 459      |

### 従業員数の変遷
経済センサスによる従業員数の推移。
| 年                 | 従業員数 |
| ------------------ | -------- |
| 2016年（平成28年） | 4,160    |
| 2021年（令和3年）  | 4,904    |

## 交通

### 鉄道
鉄道
- 東京都交通局
  - 新宿線：瑞江駅

### 道路
- 首都高速7号小松川線
- 国道14号（京葉道路）
- 瑞江駅西通り

## 施設
教育
- 江戸川区立瑞江第二中学校
- 江戸川区立春江小学校
- 江戸川区立下鎌田西小学校

公園・レクリエーション・スポーツ
- 春江の森公園

## その他

### 日本郵便
- 郵便番号 : 132-0011[3]（集配局 : 江戸川郵便局[18]）。